# Malá Hradná
Malá Hradná é um município da Eslováquia, situado no distrito de Bánovce nad Bebravou, na região de Trenčín. Tem 7,91 km² de área e sua população em 2018 foi estimada em 386 habitantes.

## Demografia
| Ano:        | 1994 | 2004   | 2014   | 2024    |
| ----------- | ---- | ------ | ------ | ------- |
| Broj ljudi: | 422  | 387    | 364    | 407     |
| Razlika:    |      | -8,29% | -5,94% | +11,81% |

| Ano:               | 2023 | 2024   |
| ------------------ | ---- | ------ |
| Número de pessoas: | 408  | 407    |
| Diferença:         |      | -0,24% |